# 東島清
東島 清（ひがしじま きよし、1948年1月 - ）は、日本の物理学者（素粒子物理学、宇宙物理学）。元大阪大学理事・副学長・理学部長・教授。主な研究分野は超弦理論・場の理論。

## 経歴
1966年3月福岡県立修猷館高等学校、1970年3月京都大学理学部物理学科卒業。1972年3月京都大学大学院理学研究科修士課程修了、1974年9月京都大学大学院理学研究科博士後期課程退学。
1974年10月東京大学理学部助手となり、1987年4月高エネルギー物理学研究所（現・高エネルギー加速器研究機構）物理研究系助教授を経て、1993年3月大阪大学教養部教授に転じ、1994年4月大阪大学理学部教授、1996年4月大阪大学大学院理学研究科教授に就任。
2002年4月大阪大学全学共通教育機構ガイダンス室長（～2004年3月）、2008年4月大阪大学大学院理学研究科長・理学部長（～2011年8月）、2008年8月大阪大学総長補佐（～2011年8月）、2011年8月大阪大学理事・副学長（～2015年8月）、大阪大学附属図書館長（～2015年8月）、大阪大学教育・情報室長（～2012年3月）も務めている。
2015年8月大阪大学を退職し、2016年4月京都大学監事に就任する。